# Olympische Sommerspiele 2016/Teilnehmer (Rumänien)
| Gelbes Symbol für Goldmedaillen mit stilisierten Olympischen Ringen | Graues Symbol für Silbermedaillen mit stilisierten Olympischen Ringen | Braundes Symbol für Bronzemedaillen mit stilisierten Olympischen Ringen |
| ------------------------------------------------------------------- | --------------------------------------------------------------------- | ----------------------------------------------------------------------- |
| 1                                                                   | 1                                                                     | 2                                                                       |

Rumänien nahm an den Olympischen Spielen 2016 in Rio de Janeiro teil. Es war die insgesamt 21. Teilnahme an Olympischen Sommerspielen. Das Comitetul Olimpic și Sportiv Român nominierte 95 Athleten in 14 Sportarten. Fahnenträgerin bei der Eröffnungsfeier war die Turnerin Cătălina Ponor, für die Abschlussfeier wurde die Fechtolympiasiegerin Simona Pop ausgewählt.

## Teilnehmer nach Sportarten

### Boxen
| Männer       |         |                 |     |               |               |               |               |               |               |               |
| Mihai Nistor | + 91 kg | Hussein Ishaish | 1:2 | ausgeschieden | ausgeschieden | ausgeschieden | ausgeschieden | ausgeschieden | ausgeschieden | ausgeschieden |

### Gewichtheben
| Athleten              | Wettbewerb        | Reißen  | Reißen | Stoßen  | Stoßen | Zweikampf | Zweikampf | Rang |
| Athleten              | Wettbewerb        | Gewicht | Rang   | Gewicht | Rang   | Gewicht   | Rang      | Rang |
| --------------------- | ----------------- | ------- | ------ | ------- | ------ | --------- | --------- | ---- |
| Frauen                |                   |         |        |         |        |           |           |      |
| Florina Sorina Hulpan | Klasse bis 69 kg  | 100 kg  | 12     | −       | −      | 100 kg    | −         | −    |
| Andreea Aanei         | Klasse über 75 kg | 120 kg  | 6      | 145 kg  | 10     | 265 kg    | 8         | 8    |
| Männer                |                   |         |        |         |        |           |           |      |
| Dumitru Captari       | Klasse bis 77 kg  | 145 kg  | 14     | −       | −      | 145 kg    | −         | −    |
| Gabriel Sîncrăian     | Klasse bis 85 kg  | 173 kg  | 5      | 217 kg  | 1      | −         | −         | DSQ  |

### Fechten
| Athleten                                                  | Wettbewerb       | 1. Runde           | 1. Runde | 2. Runde      | 2. Runde      | Achtelfinale       | Achtelfinale  | Viertelfinale | Viertelfinale | Halbfinale    | Halbfinale    | Finale        | Finale        | Rang          |
| Athleten                                                  | Wettbewerb       | Gegner             | Ergebnis | Gegner        | Ergebnis      | Gegner             | Ergebnis      | Gegner        | Ergebnis      | Gegner        | Ergebnis      | Gegner        | Ergebnis      | Rang          |
| --------------------------------------------------------- | ---------------- | ------------------ | -------- | ------------- | ------------- | ------------------ | ------------- | ------------- | ------------- | ------------- | ------------- | ------------- | ------------- | ------------- |
| Frauen                                                    |                  |                    |          |               |               |                    |               |               |               |               |               |               |               |               |
| Mălina Călugăreanu                                        | Florett Einzel   | Ana Beatriz Bulcão | 12:15    | ausgeschieden | ausgeschieden | ausgeschieden      | ausgeschieden | ausgeschieden | ausgeschieden | ausgeschieden | ausgeschieden | ausgeschieden | ausgeschieden | ausgeschieden |
| Simona Gherman                                            | Degen Einzel     | –                  | –        | Lauren Rembi  | 10:13         | ausgeschieden      | ausgeschieden | ausgeschieden | ausgeschieden | ausgeschieden | ausgeschieden | ausgeschieden | ausgeschieden | ausgeschieden |
| Simona Pop                                                | Degen Einzel     | Mackinnon          | 10:15    | ausgeschieden | ausgeschieden | ausgeschieden      | ausgeschieden | ausgeschieden | ausgeschieden | ausgeschieden | ausgeschieden | ausgeschieden | ausgeschieden | ausgeschieden |
| Ana Maria Popescu                                         | Degen Einzel     | –                  | –        | Auriane Mallo | 15:8          | Choi In-jeong      | 8:15          | ausgeschieden | ausgeschieden | ausgeschieden | ausgeschieden | ausgeschieden | ausgeschieden | ausgeschieden |
| Loredana Dinu Simona Gherman Simona Pop Ana Maria Popescu | Degen Mannschaft | –                  | –        | –             | –             | –                  | –             | USA           | 24:23         | Russland      | 45:31         | China         | 45:31         | Gold          |
| Männer                                                    |                  |                    |          |               |               |                    |               |               |               |               |               |               |               |               |
| Tiberiu Dolniceanu                                        | Säbel Einzel     | –                  | –        | Sun Wei       | 15:7          | Seppe Van Holsbeke | 15:13         | Áron Szilágyi | 10:15         | ausgeschieden | ausgeschieden | ausgeschieden | ausgeschieden | ausgeschieden |

### Handball
| Wettbewerb    | Frauen |
| ------------- | --- |
| Athleten      | Paula Ungureanu Ionica Munteanu Valentina Elisei Camelia Hotea Cristina Neagu Gabriela Perianu Gabriella Szűcs Aurelia Brădeanu Eliza Buceschi Melinda Geiger Patricia Vizitiu Laura Chiper Oana Manea Florina Chintoan |
| Trainer       | Tomas Ryde () |
| Gruppenphase  | Angola 19:23 (9:11) Brasilien 13:26 (9:14) Montenegro 25:21 (11:9) Spanien 24:21 (13:11) Norwegen 27:28 (13:14) |
| Viertelfinale | ausgeschieden |
| Halbfinale    | ausgeschieden |
| Finale        | ausgeschieden |
| Platzierung   | 9. Platz |

### Judo
| Athleten         | Wettbewerb  | 1. Runde     | 1. Runde    | 2. Runde      | 2. Runde      | Viertelfinale | Viertelfinale | Halbfinale / Trostrunde | Halbfinale / Trostrunde | Finale / Platz 3 | Finale / Platz 3 | Rang |
| Athleten         | Wettbewerb  | Gegner       | Ergebnis    | Gegner        | Ergebnis      | Gegner        | Ergebnis      | Gegner                  | Ergebnis                | Gegner           | Ergebnis         | Rang |
| ---------------- | ----------- | ------------ | ----------- | ------------- | ------------- | ------------- | ------------- | ----------------------- | ----------------------- | ---------------- | ---------------- | ---- |
| Frauen           |             |              |             |               |               |               |               |                         |                         |                  |                  |      |
| Monica Ungureanu | bis 48 kg   | C. van Snick | 000s1:100s0 | ausgeschieden | ausgeschieden | ausgeschieden | ausgeschieden | ausgeschieden           | ausgeschieden           | ausgeschieden    | ausgeschieden    | 17   |
| Andreea Chițu    | bis 52 kg   | Freilos      | Freilos     | L. Gómez      | 000s0:101s0   | O. Giuffrida  | 000s0:001s2   | E. Miranda              | 010s0:100s1             | ausgeschieden    | ausgeschieden    | 7    |
| Corina Căprioriu | bis 57 kg   | Freilos      | Freilos     | N. Gjakova    | 002s3:000s1   | C.-l. Lien    | 100s0:00s0    | R. Silva                | 010s1:000s1 (GS)        | T. Monteiro      | 000s2:001s3      | 5    |
| Männer           |             |              |             |               |               |               |               |                         |                         |                  |                  |      |
| Daniel Natea     | über 100 kg | K. Yea-On    | 100s0:000s0 | A. Tangriyev  | 000s1:110s1   | ausgeschieden | ausgeschieden | ausgeschieden           | ausgeschieden           | ausgeschieden    | ausgeschieden    | 9    |

### Leichtathletik
Laufen und Gehen
| Athleten                                                  | Wettbewerb        | Vorlauf     | Vorlauf | Halbfinale    | Halbfinale    | Finale        | Finale        |
| Athleten                                                  | Wettbewerb        | Zeit        | Rang    | Zeit          | Rang          | Zeit          | Rang          |
| --------------------------------------------------------- | ----------------- | ----------- | ------- | ------------- | ------------- | ------------- | ------------- |
| Frauen                                                    |                   |             |         |               |               |               |               |
| Bianca Răzor                                              | 400 m             | 52,42 s     | 33      | ausgeschieden | ausgeschieden | ausgeschieden | ausgeschieden |
| Claudia Bobocea                                           | 800 m             | 2:03,75 min | 51      | ausgeschieden | ausgeschieden | ausgeschieden | ausgeschieden |
| Florina Pierdevară                                        | 800 m             | 2:03,32 min | 50      | ausgeschieden | ausgeschieden | ausgeschieden | ausgeschieden |
| Florina Pierdevară                                        | 1500 m            | 4:11,55 min | 25      | ausgeschieden | ausgeschieden | ausgeschieden | ausgeschieden |
| Daniela Cârlan                                            | Marathon          | –           | –       | –             | –             | nicht beendet | nicht beendet |
| Paula Todoran                                             | Marathon          | –           | –       | –             | –             | 2:48:54 h     | 101           |
| Andreea Arsine                                            | 20 km Gehen       | –           | –       | –             | –             | 1:38:16 h     | 45            |
| Ana Rodean                                                | 20 km Gehen       | –           | –       | –             | –             | 1:38:42 h     | 50            |
| Claudia Ștef                                              | 20 km Gehen       | –           | –       | –             | –             | 1:41:47 h     | 57            |
| Ancuța Bobocel                                            | 3000 m Hindernis  | 9:46,28 min | 38      | ausgeschieden | ausgeschieden | ausgeschieden | ausgeschieden |
| Anamaria Ioniță Andrea Miklós Adelina Pastor Bianca Răzor | 4 × 400 m Staffel | 3:29,87 min | 14      | ausgeschieden | ausgeschieden | ausgeschieden | ausgeschieden |
| Männer                                                    |                   |             |         |               |               |               |               |
| Marius Ionescu                                            | Marathon          | –           | –       | –             | –             | 2:17:27 h     | 37            |
| Nicolae Soare                                             | Marathon          | –           | –       | –             | –             | 2:31:53 h     | 127           |
| Marius Cocioran                                           | 50 km Gehen       | –           | –       | –             | –             | nicht beendet | nicht beendet |
| Narcis Mihăilă                                            | 50 km Gehen       | –           | –       | –             | –             | 4:02:46 h     | 30            |

Springen und Werfen
| Athleten        | Wettbewerb  | Qualifikation         | Qualifikation         | Finale                | Finale                |
| Athleten        | Wettbewerb  | Weite/Höhe            | Rang                  | Weite/Höhe            | Rang                  |
| --------------- | ----------- | --------------------- | --------------------- | --------------------- | --------------------- |
| Frauen          |             |                       |                       |                       |                       |
| Alina Rotaru    | Weitsprung  | 6,40 m                | 11                    | ausgeschieden         | ausgeschieden         |
| Cristina Bujin  | Dreisprung  | 13,38 m               | 30                    | ausgeschieden         | ausgeschieden         |
| Elena Panțuroiu | Dreisprung  | 14,00 m               | 16                    | ausgeschieden         | ausgeschieden         |
| Männer          |             |                       |                       |                       |                       |
| Marian Oprea    | Dreisprung  | kein gültiger Versuch | kein gültiger Versuch | kein gültiger Versuch | kein gültiger Versuch |
| Andrei Gag      | Kugelstoßen | 20,40 m               | 13                    | ausgeschieden         | ausgeschieden         |

### Radsport

#### Straße
| Athleten        | Wettbewerb    | Zeit                 | Rang                 |
| --------------- | ------------- | -------------------- | -------------------- |
| Männer          |               |                      |                      |
| Serghei Țvetcov | Straßenrennen | Rennen nicht beendet | Rennen nicht beendet |

### Ringen
| Athleten                         | Wettbewerb       | 1. Runde         | 1. Runde | Achtelfinale  | Achtelfinale  | Viertelfinale    | Viertelfinale | Halbfinale    | Halbfinale    | Hoffnungsrunde 1  | Hoffnungsrunde 1 | Hoffnungsrunde 2 | Hoffnungsrunde 2 | Finale        | Finale        | Rang   |
| Athleten                         | Wettbewerb       | Gegner           | Ergebnis | Gegner        | Ergebnis      | Gegner           | Ergebnis      | Gegner        | Ergebnis      | Gegner            | Ergebnis         | Gegner           | Ergebnis         | Gegner        | Ergebnis      | Rang   |
| -------------------------------- | ---------------- | ---------------- | -------- | ------------- | ------------- | ---------------- | ------------- | ------------- | ------------- | ----------------- | ---------------- | ---------------- | ---------------- | ------------- | ------------- | ------ |
| griechisch-römischer Stil Männer |                  |                  |          |               |               |                  |               |               |               |                   |                  |                  |                  |               |               |        |
| Ion Panait                       | Klasse bis 66 kg | Islambek Albijew | 1:3      | ausgeschieden | ausgeschieden | ausgeschieden    | ausgeschieden | ausgeschieden | ausgeschieden | ausgeschieden     | ausgeschieden    | ausgeschieden    | ausgeschieden    | ausgeschieden | ausgeschieden | 12     |
| Alin Alexuc-Ciurariu             | Klasse bis 98 kg | –                | –        | Hamdy El-Said | 3:1           | Artur Aleksanjan | 0:4           | –             | –             | Daigoro Timoncini | 3:0              | Cenk İldem       | 0:4              | –             | –             | 5      |
| Freistil Männer                  |                  |                  |          |               |               |                  |               |               |               |                   |                  |                  |                  |               |               |        |
| Ivan Guidea                      | Klasse bis 57 kg | –                | –        | Süleyman Atlı | 3:1           | Wladimir Dubow   | 0:5           | ausgeschieden | ausgeschieden | ausgeschieden     | ausgeschieden    | ausgeschieden    | ausgeschieden    | ausgeschieden | ausgeschieden | 11     |
| Albert Saritov                   | Klasse bis 97 kg | –                | –        | Nicolae Ceban | 3:1           | Kyle Snyder      | 0:3           | –             | –             | Javier Cortina    | 3:1              | Elisbar Odikadse | 4:0              | –             | –             | Bronze |
| Freistil Frauen                  |                  |                  |          |               |               |                  |               |               |               |                   |                  |                  |                  |               |               |        |
| Alina Vuc                        | Klasse bis 48 kg | –                | –        | Vinesh Phogat | 0:4           | ausgeschieden    | ausgeschieden | ausgeschieden | ausgeschieden | ausgeschieden     | ausgeschieden    | ausgeschieden    | ausgeschieden    | ausgeschieden | ausgeschieden | 18     |

### Rudern
| Athleten | Wettbewerb                  | Vorlauf     | Vorlauf | Vorlauf       | Hoffnungslauf | Hoffnungslauf | Hoffnungslauf | Halbfinale  | Halbfinale | Halbfinale    | Finale      | Finale | Rang   |
| Athleten | Wettbewerb                  | Zeit        | Platz   | Qualifikation | Zeit          | Platz         | Qualifikation | Zeit        | Platz      | Qualifikation | Zeit        | Platz  | Rang   |
| --- | --------------------------- | ----------- | ------- | ------------- | ------------- | ------------- | ------------- | ----------- | ---------- | ------------- | ----------- | ------ | ------ |
| Frauen |                             |             |         |               |               |               |               |             |            |               |             |        |        |
| Mădălina Bereș Laura Oprea | Zweier ohne Steuerfrau      | 7:18,16 min | 5       | Hoffnungslauf | 7:55,25 min   | 1             | Halbfinale    | 7:29,20 min | 4          | B-Finale      | 7:19,63 min | 3      | 9      |
| Gianina Beleagă Ionela Lehaci | Leichtgewichts-Doppelzweier | 7:07,29 min | 3       | Hoffnungslauf | 8:00,47 min   | 1             | Halbfinale    | 7:21,38 min | 4          | B-Finale      | 7:24,61 min | 2      | 8      |
| Mădălina Bereș Andreea Boghian Adelina Boguș Roxana Cogianu Iuliana Popa Laura Oprea Mihaela Petrilă Ioana Strungaru Daniela Druncea (Stf.) | Achter                      | 6:16,24 min | 3       | Hoffnungslauf | 6:32,63 min   | 2             | Finale        | –           | –          | –             | 6:04,10 min | 3      | Bronze |
| Männer |                             |             |         |               |               |               |               |             |            |               |             |        |        |
| George Palamariu Cristi Pîrghie | Zweier ohne Steuermann      | 6:51,71 min | 3       | Halbfinale    | –             | –             | –             | 6:48,17 min | 6          | B-Finale      | 7:13,68 min | 6      | 12     |
| Vlad-Dragoș Aicoboae Constantin Adam Marius Cozmiuc Toader-Andrei Gontaru                                                                   | Vierer ohne Steuermann      | 6:02,56 min | 4       | Hoffnungslauf | 6:39,64 min   | 4             | –             | –           | –          | –             | –           | –      | 13     |

### Schießen
| Athleten        | Wettbewerb      | Qualifikation | Qualifikation | Finale             | Finale             |
| Athleten        | Wettbewerb      | Ringe         | Rang          | Ringe              | Rang               |
| --------------- | --------------- | ------------- | ------------- | ------------------ | ------------------ |
| Männer          |                 |               |               |                    |                    |
| Alin Moldoveanu | Luftgewehr 10 m | 622,7         | 19            | nicht qualifiziert | nicht qualifiziert |

### Schwimmen
| Athleten                                                | Wettbewerb         | Vorlauf     | Vorlauf | Halbfinale    | Halbfinale    | Finale        | Finale        | Rang |
| Athleten                                                | Wettbewerb         | Zeit        | Rang    | Zeit          | Rang          | Zeit          | Rang          | Rang |
| ------------------------------------------------------- | ------------------ | ----------- | ------- | ------------- | ------------- | ------------- | ------------- | ---- |
| Frauen                                                  |                    |             |         |               |               |               |               |      |
| Ana Dascăl                                              | 100 m Freistil     | 58,72 s     | 36      | ausgeschieden | ausgeschieden | ausgeschieden | ausgeschieden | 36   |
| Männer                                                  |                    |             |         |               |               |               |               |      |
| Norbert Trandafir                                       | 50 m Freistil      | 22,10 s     | 16      | 21,99 s       | 14            | ausgeschieden | ausgeschieden | 14   |
| Marius Radu                                             | 200 m Freistil     | 49,57 s     | 38      | ausgeschieden | ausgeschieden | ausgeschieden | ausgeschieden | 38   |
| Robert Glință                                           | 100 Rücken         | 53,81 s     | 9       | 53,34 s       | 8             | 53,50 s       | 8             | 8    |
| Robert Glință                                           | 200 Rücken         | 1:57,91 min | 18      | ausgeschieden | ausgeschieden | ausgeschieden | ausgeschieden | 18   |
| Alin Coste Daniel Macovei Marius Radu Norbert Trandafir | 4 × 100 m Freistil | 3:17,03 min | 15      | ausgeschieden | ausgeschieden | ausgeschieden | ausgeschieden | 15   |

### Tennis
| Athleten                            | Wettbewerb | 1. Runde                          | 1. Runde      | 2. Runde           | 2. Runde      | Achtelfinale                                | Achtelfinale      | Viertelfinale                 | Viertelfinale | Halbfinale              | Halbfinale    | Finale                  | Finale        |
| Athleten                            | Wettbewerb | Gegner                            | Ergebnis      | Gegner             | Ergebnis      | Gegner                                      | Ergebnis          | Gegner                        | Ergebnis      | Gegner                  | Ergebnis      | Gegner                  | Ergebnis      |
| ----------------------------------- | ---------- | --------------------------------- | ------------- | ------------------ | ------------- | ------------------------------------------- | ----------------- | ----------------------------- | ------------- | ----------------------- | ------------- | ----------------------- | ------------- |
| Frauen                              |            |                                   |               |                    |               |                                             |                   |                               |               |                         |               |                         |               |
| Monica Niculescu                    | Einzel     | Verónica Cepede Royg              | 6:2, 6:3      | Swetlana Kusnezowa | walkover      | ausgeschieden                               | ausgeschieden     | ausgeschieden                 | ausgeschieden | ausgeschieden           | ausgeschieden | ausgeschieden           | ausgeschieden |
| Irina-Camelia Begu                  | Einzel     | Nao Hibino                        | 4:6, 6:3, 3:6 | ausgeschieden      | ausgeschieden | ausgeschieden                               | ausgeschieden     | ausgeschieden                 | ausgeschieden | ausgeschieden           | ausgeschieden | ausgeschieden           | ausgeschieden |
| Andreea Mitu                        | Einzel     | Garbiñe Muguruza                  | 2:6, 2:6      | ausgeschieden      | ausgeschieden | ausgeschieden                               | ausgeschieden     | ausgeschieden                 | ausgeschieden | ausgeschieden           | ausgeschieden | ausgeschieden           | ausgeschieden |
| Monica Niculescu Irina-Camelia Begu | Doppel     | Chan Hao-ching Chan Yung-jan      | 7:5, 4:6, 3:6 | –                  | –             | ausgeschieden                               | ausgeschieden     | ausgeschieden                 | ausgeschieden | ausgeschieden           | ausgeschieden | ausgeschieden           | ausgeschieden |
| Andreea Mitu Ioana Raluca Olaru     | Doppel     | Tímea Babos Réka Luca Jani        | 6:3, 6:4      | –                  | –             | Jekaterina Makarowa Jelena Wesnina          | 1:6, 4:6          | ausgeschieden                 | ausgeschieden | ausgeschieden           | ausgeschieden | ausgeschieden           | ausgeschieden |
| Männer                              |            |                                   |               |                    |               |                                             |                   |                               |               |                         |               |                         |               |
| Florin Mergea Horia Tecău           | Doppel     | Federico Delbonis Guillermo Durán | 6:3, 6:2      | –                  | –             | Santiago González Miguel Ángel Reyes Varela | 6:3, 7:69         | Marcelo Melo Bruno Soares     | 6:4, 5:7, 6:2 | Steve Johnson Jack Sock | 6:3, 7:5      | Marc López Rafael Nadal | 2:6, 6:3, 4:6 |
| Mixed                               |            |                                   |               |                    |               |                                             |                   |                               |               |                         |               |                         |               |
| Irina-Camelia Begu Horia Tecău      | Doppel     | –                                 | –             | –                  | –             | Agnieszka Radwańska Łukasz Kubot            | 4:6, 7:61, [10:8] | Lucie Hradecká Radek Štěpánek | 4:6, 5:7      | ausgeschieden           | ausgeschieden | ausgeschieden           | ausgeschieden |

### Tischtennis
| Athleten                                         | Wettbewerb | 1. Runde              | 1. Runde | 2. Runde          | 2. Runde | 3. Runde       | 3. Runde | 4. Runde      | 4. Runde      | Viertelfinale | Viertelfinale | Halbfinale    | Halbfinale    | Finale        | Finale        | Rang          |
| Athleten                                         | Wettbewerb | Gegner                | Ergebnis | Gegner            | Ergebnis | Gegner         | Ergebnis | Gegner        | Ergebnis      | Gegner        | Ergebnis      | Gegner        | Ergebnis      | Gegner        | Ergebnis      | Rang          |
| ------------------------------------------------ | ---------- | --------------------- | -------- | ----------------- | -------- | -------------- | -------- | ------------- | ------------- | ------------- | ------------- | ------------- | ------------- | ------------- | ------------- | ------------- |
| Frauen                                           |            |                       |          |                   |          |                |          |               |               |               |               |               |               |               |               |               |
| Daniela Dodean                                   | Einzel     | Mouma Das             | 4:0      | Qian Li           | 4:1      | Ai Fukuhara    | 0:4      | ausgeschieden | ausgeschieden | ausgeschieden | ausgeschieden | ausgeschieden | ausgeschieden | ausgeschieden | ausgeschieden | ausgeschieden |
| Elizabeta Samara                                 | Einzel     | Freilos               | Freilos  | Lin Gui           | 4:0      | Ding Ning      | 0:4      | ausgeschieden | ausgeschieden | ausgeschieden | ausgeschieden | ausgeschieden | ausgeschieden | ausgeschieden | ausgeschieden | ausgeschieden |
| Daniela Dodean Elizabeta Samara Bernadette Szőcs | Mannschaft | –                     | –        | –                 | –        | –              | –        | –             | –             | Südkorea      | 2:3           | ausgeschieden | ausgeschieden | ausgeschieden | ausgeschieden | ausgeschieden |
| Männer                                           |            |                       |          |                   |          |                |          |               |               |               |               |               |               |               |               |               |
| Adrian Crișan                                    | Einzel     | Achanta Sharath Kamal | 4:1      | Emmanuel Lebesson | 4:3      | Lee Sang-su    | 4:3      | Zhang Jike    | 0:4           | ausgeschieden | ausgeschieden | ausgeschieden | ausgeschieden | ausgeschieden | ausgeschieden | ausgeschieden |
| Ovidiu Ionescu                                   | Einzel     | Nima Alamian          | 4:1      | Robert Gardos     | 4:1      | Marcos Freitas | 1:4      | ausgeschieden | ausgeschieden | ausgeschieden | ausgeschieden | ausgeschieden | ausgeschieden | ausgeschieden | ausgeschieden | ausgeschieden |

### Turnen

#### Gerätturnen
| Athleten          | Wettbewerb       | Qualifikation | Qualifikation | Finale        | Finale        | Rang |
| Athleten          | Wettbewerb       | Punkte        | Rang          | Punkte        | Rang          | Rang |
| ----------------- | ---------------- | ------------- | ------------- | ------------- | ------------- | ---- |
| Frauen            |                  |               |               |               |               |      |
| Cătălina Ponor    | Boden            | 14,200        | 14            | ausgeschieden | ausgeschieden | 14   |
| Cătălina Ponor    | Schwebebalken    | 14,900        | 5             | 14,000        | 7             | 7    |
| Männer            |                  |               |               |               |               |      |
| Marian Drăgulescu | Boden            | 12,800        | 67            | ausgeschieden | ausgeschieden | 67   |
| Marian Drăgulescu | Pferdsprung      | 15,283        | 5             | 15,449        | 4             | 4    |
| Marian Drăgulescu | Reck             | 12,166        | 70            | ausgeschieden | ausgeschieden | 70   |
| Andrei Muntean    | Einzel-Mehrkampf | 83,865        | 36            | ausgeschieden | ausgeschieden | 36   |
| Andrei Muntean    | Barren           | 15,466        | 9             | 15,600        | 6             | 6    |

#### Rhythmische Sportgymnastik
| Athletinnen          | Wettbewerb       | Qualifikation | Qualifikation | Finale        | Finale        | Rang |
| Athletinnen          | Wettbewerb       | Punkte        | Rang          | Punkte        | Rang          | Rang |
| -------------------- | ---------------- | ------------- | ------------- | ------------- | ------------- | ---- |
| Frauen               |                  |               |               |               |               |      |
| Ana Luiza Filiorianu | Mehrkampf Einzel | 67,458        | 22            | ausgeschieden | ausgeschieden | 22   |